# 藤里駒ヶ岳
藤里駒ヶ岳（ふじさとこまがたけ）は、秋田県山本郡藤里町にある標高1,158mの山。この地区の地名から太良駒ヶ岳（だいらこまがたけ）とも呼ばれる。江戸時代の絵図ではカセ内嶽やカセナイ、駒岳と記されている。所在地の住所は鹿瀬内国有林となっている。

## 概要
秋田県北部、青森県との県境近くに位置し、白神山地の南東部にあたるが、世界遺産の範囲には入っていない。山頂からは岩木山、白神岳などを望むことができる。気象条件がかなり良ければ、岩手山、鳥海山、男鹿半島、北海道なども見られる。
火山であり、ふもとに火山灰も積もっているが、歴史的な噴火等の記録は残っていない。
駒ヶ岳という名前は、馬の形に見える残雪期のネガ型の雪形に由来する。この馬の雪形の見える時期がちょうど田植え期と重なるため、農民は駒ヶ岳の雪形で田植えの季節を知ったという。右の写真では左向きの1頭の馬を見ることができる。この馬の形は年ごとに違い、2頭の馬の形を見ることができる年や、馬の形がそれほどはっきりしない年もある。
明治時代に最初にカメラをもってこの山に登ろうとした2人の若者が遭難し行方不明になる事件があった。1人の若者の遺体が発見された場所にはその後遭難碑が建てられた。その後、駒ヶ岳には姿を写そうとすると怒る神様がいるという迷信ができた。現在では、何人もの登山者によって写真に残されている。
1970年代に駒ヶ岳の周囲の森林は次第に伐採され、その跡が目立つようになっていった。少年自然活動の一環として少年たちとこの山に登った写真店経営者の鎌田孝一は、少年の駒ヶ岳山頂から発した「自然って遠いんだな」という一言にショックを受け、自然保護を志した。この活動は、自然破壊の象徴的存在だった青秋林道建設を途中で止めさせ、白神山地の世界遺産登録に結びついた。
2013年現在、伐採された駒ヶ岳周辺の山々にも次第に樹木が伸びてきて、伐採跡も目立たなくなってきている。
駒ヶ岳周辺は昔から人間に利用されていて原生林はほとんど残っておらず、また白神山地の世界遺産登録当時は周辺にかなりの伐採跡が残っていたため、世界遺産の範囲には入らなかった。

## アクセス・登山
- 秋田自動車道二ツ井白神ICから国道7号二ツ井バイパス・秋田県道317号西目屋二ツ井線経由、約60分で藤里駒ヶ岳北側にある黒石沢登山口に到着する。登山口には案内板やトイレが建っている。徒歩110分程度で山頂に到着する。黒石登山口からの登山道は田苗代湿原を通るルートと、その上を迂回するルートの2つのルートがある。田苗代湿原を通るルートは比較的急登となっている。黒石登山口にはトイレが設置されている。
- 素波里ダム方面の藤里駒ヶ岳南側の樺岱登山口からのルート。樺岱登山口には数台の自動車を停めることができる広場があり、そこから少し林道を戻った杉の造成林が登山口になっている。そこからつづら折りの道が続きしばらく登ると、巨木ブナ林があるブナ平(764m)に到着する。更に、樺岱(1060m)のピークを過ぎ前岳(1078m)の西斜面を通り、痩せ尾根を通過し山頂間際の鎖場を登ると頂上につく。

## 周辺の景観地
田苗代湿原
黒石沢登山道の駐車場から15分程度にある高層湿原。春はブナの新緑と湿原に咲くミズバショウ、リュウキンカ、夏はニッコウキスゲ、キンコウカ、リュウキンカ、秋は紅葉が楽しめる。
太良峡谷（藤里峡）
太良鉱山跡から上流にある峡谷。道が整備されている。奇岩や巨石の間を流れる渓流や、大きな滝を見ることができる。

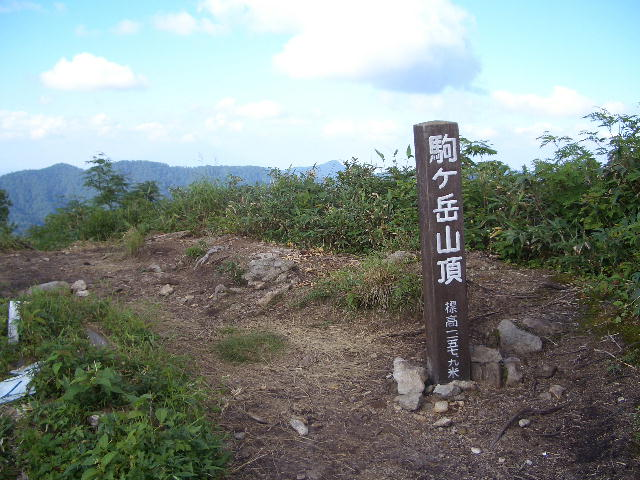
藤里駒ヶ岳山頂（2005年7月）
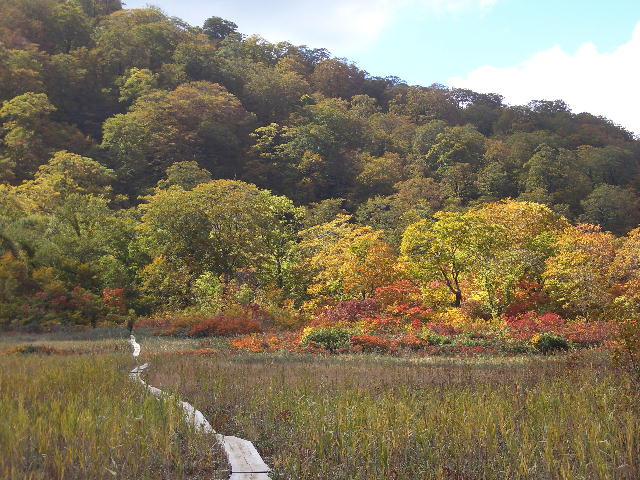
田苗代湿原（2007年9月）
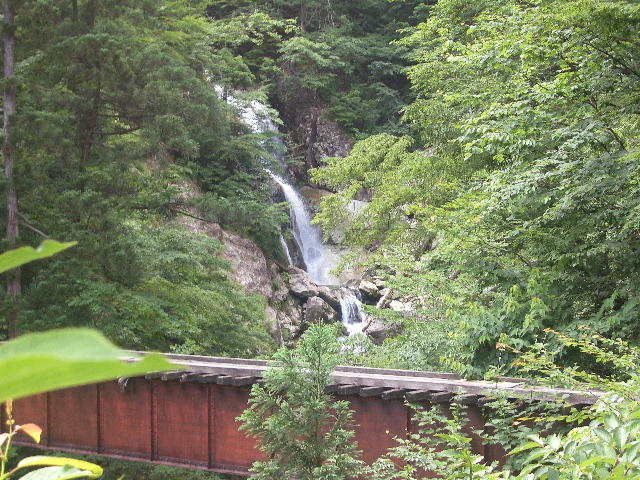
太良渓谷（2005年4月）
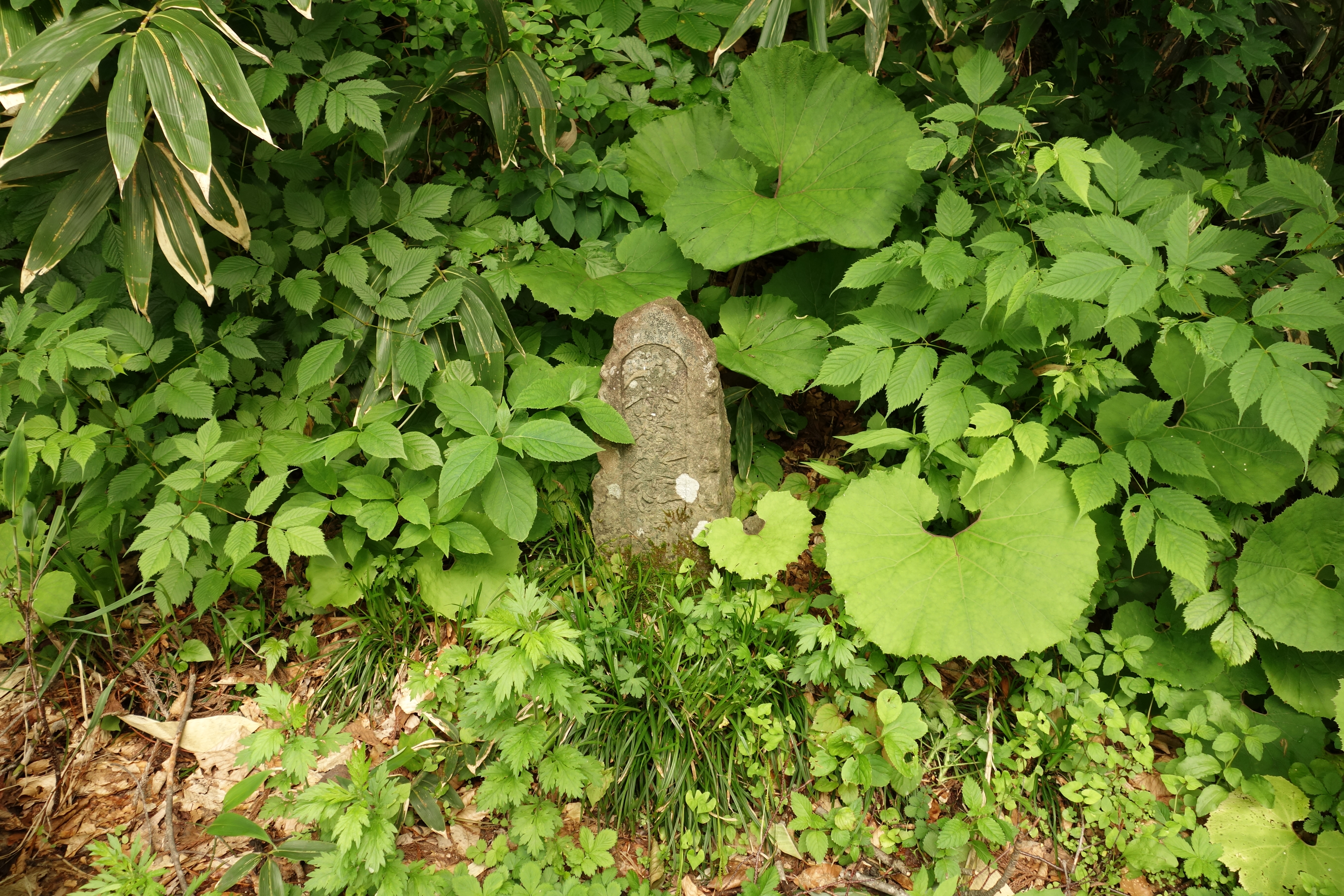
遭難慰霊碑（北緯40度22分46.6秒 東経140度14分17.61秒 / 北緯40.379611度 東経140.2382250度）

岳岱自然観察教育林
自然観察林として整備されているブナの巨木の林。ブナは通常数百年程度で寿命を迎え、それほど大きくならないが、ここには樹齢400年を超えるブナの木がある。入り口にはトイレが整備されている。この森は、昭和48年度レクレーションの森「岳岱風景林」に指定された後、平成4年4月現在の名前「自然観察教育林」に変更された。
猿ヶ瀬園地
素波里ダムのダム湖中央部にあり、県立公園として設定されている。キャンプ場や食堂・売店・遊具などがあり駒ヶ岳登山の拠点としても利用されている。

## 近隣の山
- 冷水岳
- 小岳